# Holomelina parvula
Holomelina parvula är en fjärilsart som beskrevs av Berthold Neumoegen och Dyar 1893. Holomelina parvula ingår i släktet Holomelina och familjen björnspinnare. Inga underarter finns listade i Catalogue of Life.